# Uskela

Wappen der ehemaligen Gemeinde Uskela

Uskela [ˈuskɛlɑ] ist eine ehemalige Gemeinde in der südwestfinnischen Landschaft Varsinais-Suomi und heute ein Teil der Stadt Salo.
Das Kirchspiel Uskela wurde wahrscheinlich bereits im Zuge der Christianisierung Finnlands in der ersten Hälfte des 13. Jahrhunderts gegründet und 1329 erstmals urkundlich erwähnt. Das Kirchspiel umfasste anfangs ein recht weites Gebiet. Im 15. Jahrhundert wurden Salo und Pertteli zu Kapellengemeinden von Uskela. Zu ersterem gehörte zu diesem Zeitpunkt auch das spätere Muurla, zu letzterem Kuusjoki, Kiikala und ein Teil von Somero. 1429 wurden neun Dörfer aus dem Nordteil der Kapellengemeinde Pertteli dem Kirchspiel Somero zugeschlagen. Kiikala spaltete sich 1639 als eigenständiges Kirchspiel von Uskela ab. Ungewöhnlich für das mittelalterliche Finnland war, dass die Pfarrkirche von Uskela aus Holz gebaut war, während die Kapellengemeinden Salo und Pertteli im 16. Jahrhundert repräsentative Steinkirchen erhielten.
Die Kirche von Uskela befand sich bereits seit der Gründung des Kirchspiels am Ufer des Uskelanjoki-Flusses. Die letzte von mehreren aufeinanderfolgenden Holzkirchen, die an derselben Stelle gebaut wurden, war eine Kreuzkirche aus dem Jahr 1672. Am Heiligabend 1825 wurde die Kirche durch einen Erdrutsch an der Böschung des Uskelanjoki schwer beschädigt und musste abgerissen werden. Nur der Glockenstapel und der Friedhof der Kirche sind bis heute erhalten geblieben. Die Kirche wurde nicht wiederaufgebaut, stattdessen entstand 1831–32 eine neue Pfarrkirche nach Plänen von Carl Ludwig Engel an der Stelle der alten Kapelle von Salo und Uskela wurde mit der Kapellengemeinde Salo vereinigt. Damit war Salo nun das Zentrum des Kirchspiels Uskela. 1860 wurde Muurla zu einer Kapellengemeinde von Uskela.
Im Zuge der Trennung der Verwaltung der Landgemeinden von der Kirchenverwaltung wurden die Kapellen von Uskela 1867 bzw. 1868 allesamt zu eigenständigen politischen Gemeinden. Salo, mittlerweile zu einem einwohnerstarken Ort angewachsen, wurde 1887 als Marktflecken (kauppala) aus Uskela gelöst. Die Besiedlung von Salo wuchs bald über die administrativen Grenzen des Marktfleckens hinaus, sodass 1932 Teile von Uskela Salo zugeschlagen wurden. Die Gemeinde Uskela hatte zuletzt (1963) eine Fläche von 124,3 km und knapp 3.000 Einwohner. 1967 wurde sie nach Salo, das mittlerweile das Stadtrecht erhalten hatte, eingemeindet.

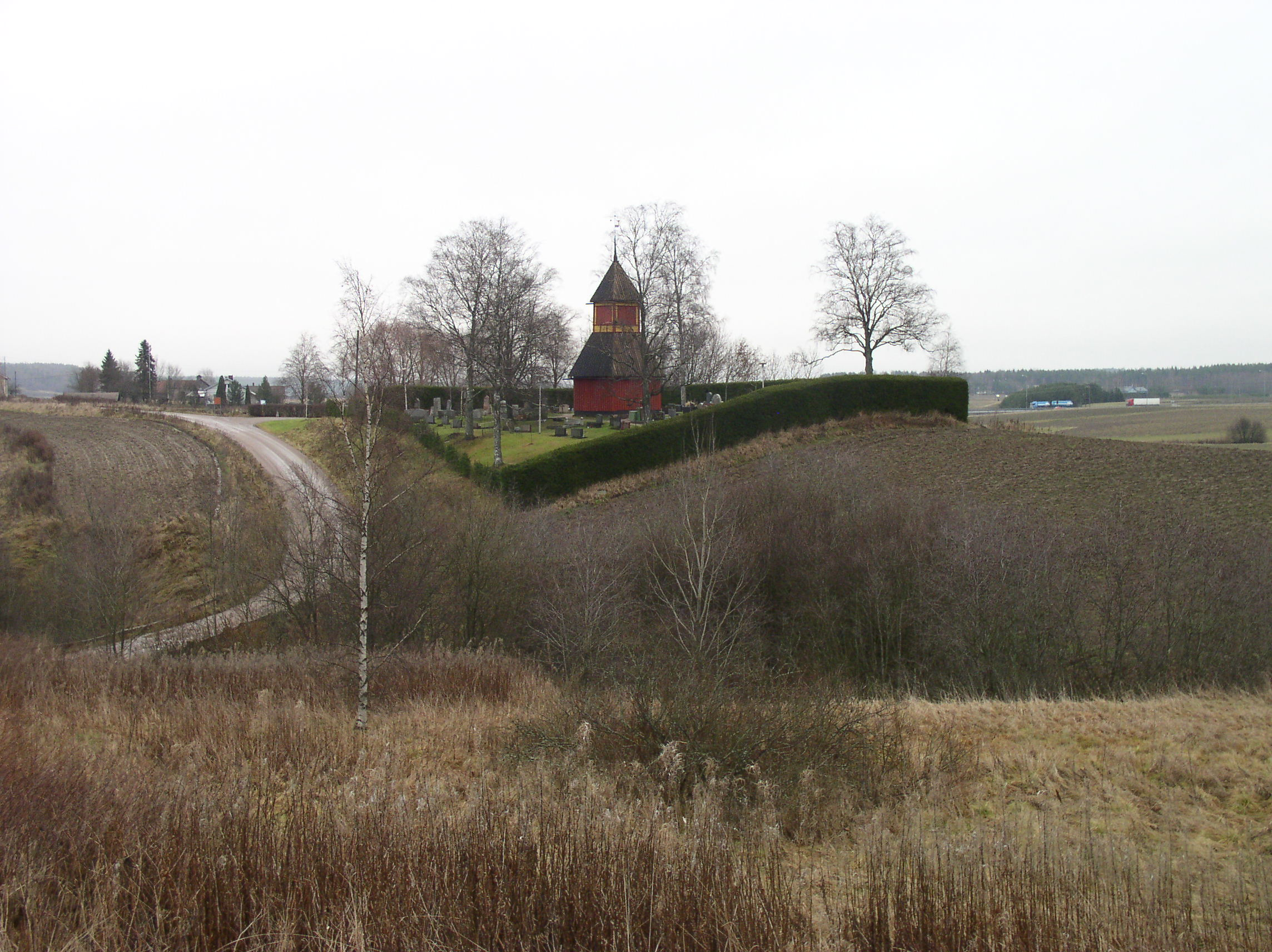
Der ehemalige Standort der Kirche von Uskela
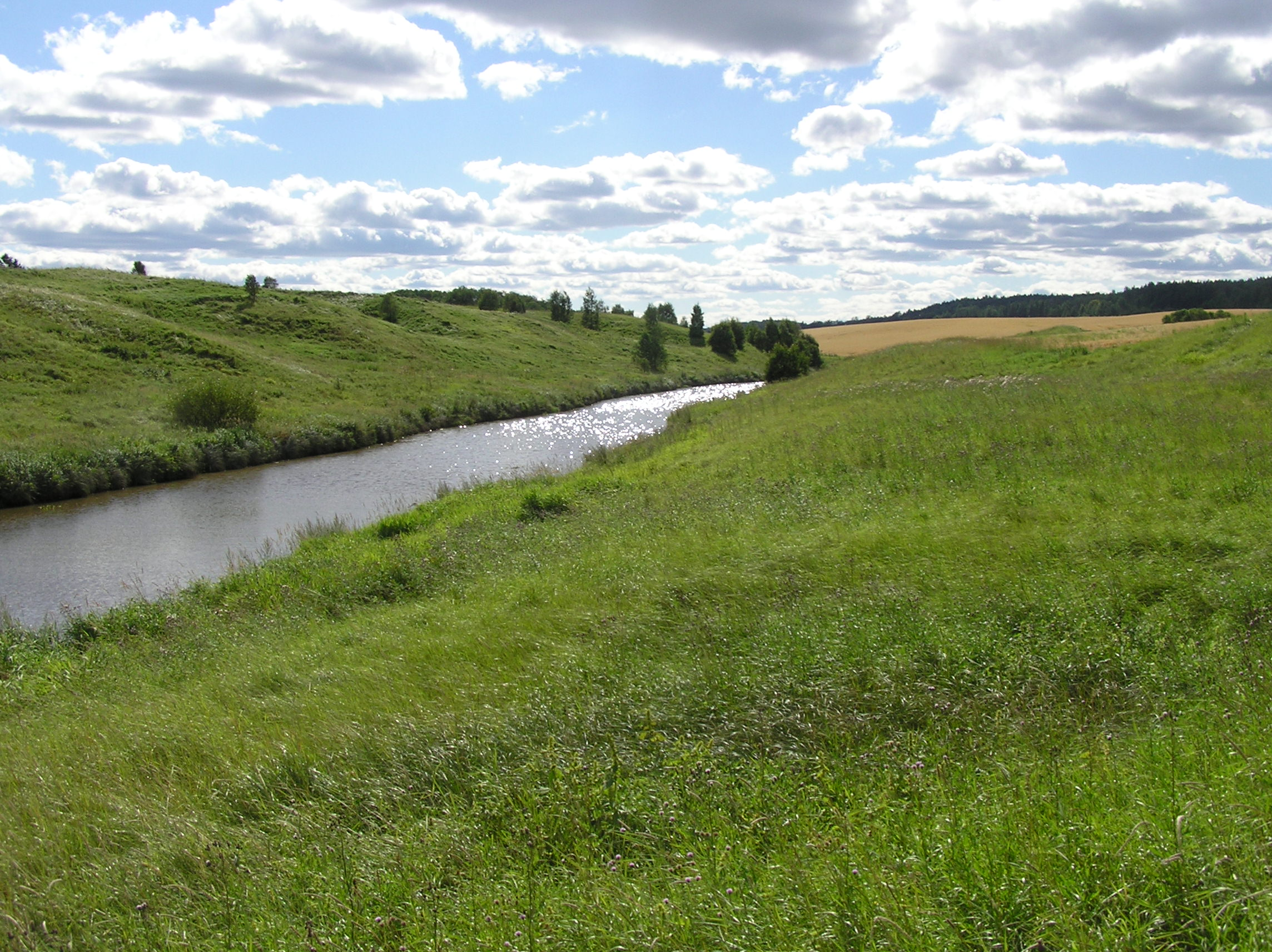
Der Fluss Uskelanjoki im ehemaligen Gemeindegebiet von Uskela
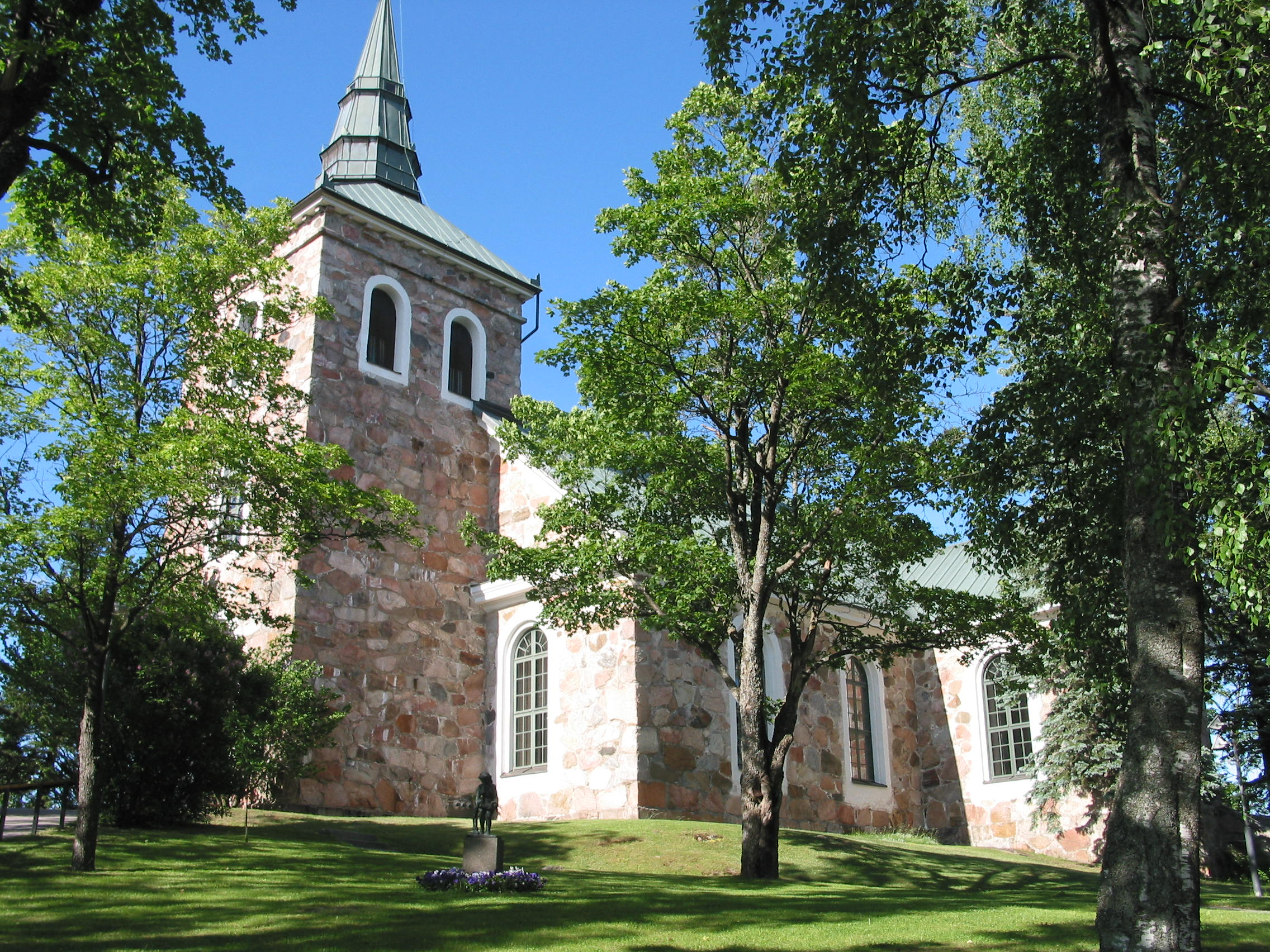
Die heutige Kirche von Uskela

## Persönlichkeiten
- Rafael Paasio (1903–1980), Politiker und Ministerpräsident